# Помічна
Помічна́ — місто в Україні, Новоукраїнському районі Кіровоградської області. Значний залізничний вузол.
У дорадянській українській мові відбувалося випущення звуку Н у словах похідних від топонімів закінчених на -на, -не, -ни, -ний, -но, щоб запобігти збігові приголосних. Згідно з тодішньою парадигмою мало би бути:
Помічна́ — поміче́нський — поміче́нщина — поміче́нець.

## Географія
Місто розташоване на відстані близько 70 кілометрів на південний-захід від обласного центру — Кропивницького, 24 км від геометричного центру України в смт Добровеличківка, на Придніпровській височині. За 9 км на захід від міста тече притока Синюхи — Чорний Ташлик.

## Історія

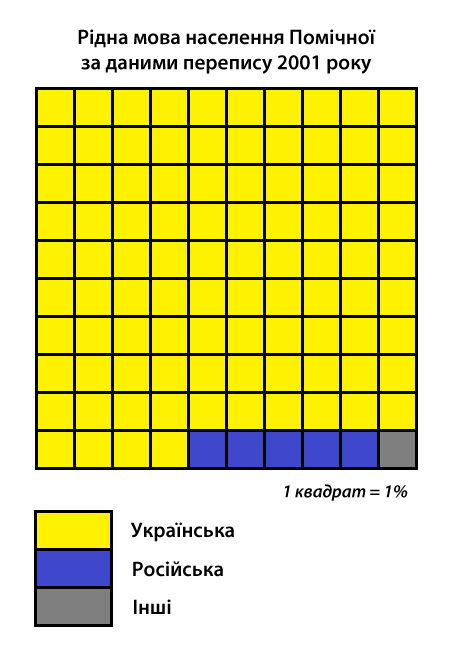
Рідна мова населення Помічної за даними перепису 2001 року

Шуховська вежа

У 1775 році після ліквідації Запорізької Січі козаки, покинувши козацькі зимівники, селилися по слободах, перетворюючись на селян.
Однією з таких слобід було сучасне село Помічна. Біля фортеці св. Єлисавети стояв гарнізон запорізьких козаків. Забезпечувало гарнізон продовольством село Помічна, надаючи таким чином допомогу, «поміч», а звідси й пішла назва поселення «Помічна».
Місто Помічна засноване у зв'язку з пуском в експлуатацію першої залізничної колії. Першим, хто підняв клопотання про будівництво південної залізниці був Новоросійський генерал-губернатор, князь Михайло Воронцов.
Кінцевим пунктом південної залізниці була Одеса. Планувалося першу залізницю побудувати від Одеси до села Паркани. Другу — від Одеси до міста Ольвіополя, далі вести залізницю на Кременчук, Полтаву та Харків.
1 серпня 1868 року почала діяти залізнична колія, яка йшла через сучасне місто Помічна. 3 цього часу і веде відлік історія міста Помічна.
1877 року утворився роз'їзд Південно-Західної залізниці навколо якої з'явилося 9 хат, це поселення прийняло назву Герасимівка від імені першого поселенця Герасима Васьохіна. Хата його була біля колодязя, який існує по цей час, тоді з нього брали воду для паровозів.
Побудова залізничної колії Одеса-Бобринська (тепер імені Тараса Шевченка) сприяла тому, що в 1879 році роз'їзд перетворився на маленьку станцію з чотирма коліями, яка була названа Помічною, назва взята від села Помічна, розташованого на відстані 1 км від станції.
У зв'язку з будівництвом залізниці Одеса-Бобринська у 1911-12 роках, на станції споруджено вокзал, паровозне депо, кілька житлових будинків. 1913 року відкрили трирічну школу. Поселення навколо станції швидко розросталося. На 1916 рік було вже 88 дворів і 375 чоловік населення. Помічна була адміністративною одиницею Піщанобрідської волості Єлисаветградського повіту Херсонської губернії.
1923 року обрано Помічнянську раду робітничих, селянських та червоноармійських депутатів, яка входила до складу Новоукраїнського району Одеської губернії. З 17 лютого 1930 року Помічна входила до складу Піщанобрідського району.
18 березня 1944 року Помічна була захоплена військами 2-го Українського фронту в німецьких окупантів.
14 травня 1967 року Указом Президії Верховної Ради УРСР Помічна отримала статус міста.

## Населення

### Національний склад
Національний склад населення за даними перепису 2001 року:
| Національність  | Відсоток |
| --------------- | -------- |
| українці        | 93,35%   |
| росіяни         | 4,52%    |
| білоруси        | 0,66%    |
| вірмени         | 0,43%    |
| молдовани       | 0,42%    |
| інші/не вказали | 0,62%    |

### Мова
За даними перепису 2001 року 94,29 % населення міста вказали українську мову рідною, 4,59 % — російську, 1,12 % — інші мови.

## Транспорт
Помічна — значний залізничний вузол Центральної України. Поруч з містом проходить автошлях M-13 (Кропивницький — Кишинів).

## Культура

### Пам'ятки
- Водонапірна гіперболоїдна Шуховська вежа (1932–1934 роки) — пам'ятник інженерної думки. Висота вежі 20 метрів. Архітектор — В. Г. Шухов.

## Відомі уродженці
- Вронська Ганна Олександрівна (*1974) — український політик, правник та державний службовець. З 3 лютого 2016 виконувач обов'язків міністра екології та природних ресурсів України.
- Гейко Микола Миколайович — радянський і російський актор, кінорежисер і сценарист.
- Гусейнов Григорій Джамалович — український письменник, журналіст, редактор літературного часопису «Кур'єр Кривбасу», Член Національної спілки письменників України
- І. Я. Манько — заслужений вчитель України
- І. Й. Наводнюк — заслужений вчитель України
- В. П. Петренко — доктор фізико-математичних наук;
- Стасій Олег Олександрович (1995-2016) - солдат Збройних сил України, учасник російсько-української війни[5].
- Ткаченко Тетяна Іванівна (*1974) — український геоморфолог, кандидат географічних наук, науковий співробітник, доцент географічного факультету Київського національного університету імені Т. Г. Шевченка
- Ткаченко Юрій Михайлович (*1964) — російський та украінський диригент, заслужений артист Російської Федерації (2002), заслужений діяч мистецтв республіки Дагестан (2014), завідувач кафедри Московського державного університету культури і мистецтв, професор (2007)
- Чернишенко Наталя Іванівна — український дисидент.
- Чорний Петро Павлович (* 1957) —  вчитель, інженер залізничного транспорту, дисидент.

### Орденоносці
- Гуліда Петро Васильович
- Машковський Петро Трохимович
- Пархоменко Петро Антонович
- Силаков Борис Миколайович
- Смолкін Василь Олексійович
- Ставицький Леонід Андрійович
- Ткаченко Володимир Матвійович — генерал-лейтенант інженерних військ, Герой Радянського Союзу.
- Фруль Борис Петрович
- Цьома Леонід Андрійович
- Шелест Іван Романович[6]

- Іванов Денис Михайлович (1991—2016) — солдат Збройних сил України, учасник російсько-української війни.
- Смурага Олександр Петрович (1989—2017) — старший солдат Збройних сил України, учасник російсько-української війни.